# Parafia św. Jerzego i Matki Bożej Różańcowej w Wałbrzychu
Parafia św. Jerzego i Matki Bożej Różańcowej w Wałbrzychu – parafia rzymskokatolicka, znajdująca się w dekanacie wałbrzyskim północnym w diecezji świdnickiej. 

## Historia parafii
Była erygowana 12 maja 1894. W roku 1899 miało miejsce uroczyste poświęcenie nowo wybudowanego kościoła.
We wnętrzu świątyni znajduje się słynący łaskami obraz Matki Bożej Różańcowej z miejscowości Biały Kamień na Kresach Wschodnich.
Na terenie parafii znajduje się klasztor sióstr Elżbietanek.
Z parafii tej utworzono 10 maja 1997 parafię Świętej Rodziny, a 24 czerwca 2010 parafię Matki Bożej Częstochowskiej.
Przez długie lata parafia była siedzibą dekanatu, a jej dziekanem śp. ks. infułat Julian Źrałko.  
W parafii tej rozwija się kult świętej Rity który przybiera na znaczeniu. W 2015 powołano w parafii Bractwo św. Rity, drugie w Polsce. Od 2016 roku trwa kapitalny remont dachu kościoła.

## Proboszczowie
- ks. Franciszek Markowicz (1945–1947)
- ks. Stanisław Zając (1947–1951
- ks. Tadeusz Łącki (1951–1955)
- ks. Jan Podkopał (1955–1961)
- ks. Leon Jezierski (1961–1966)
- ks. Julian Źrałko (1966–2010)
- ks. Stanisław Przerada (2010–2011)
- ks. Marian Kujawski (2011–2017)
- ks. Zbigniew Chromy (od 2017)[2]

## Wspólnoty parafialne
- Rada Parafialna
- Rada do Spraw Ekonomicznych
- Bractwo św. Rity
- Liturgiczna Służba Ołtarza
- Parafialny Oddział Akcji Katolickiej

- Domowy Kościół
- Wspólnota Żywego Różańca
- Żywy Różaniec
- Róże Różańcowe[1]

## Duchowni i osoby konsekrowane wywodzące się z parafii
- ks. Piotr Nowosielski
- ks. Kazimierz Rącki
- ks. Jakub Sowa
- s. Czesława Szafraniec